# Esdres
Esdres o Eszra (/ˈɛzrə/; hebreu: עֶזְרָא‎, ʿEzrāʾ;fl. 480–440 aC), també anomenat Esdres l'Escriba (עֶזְרָא הַסּוֹפֵר, transliterat "Ezrāʾ hasSōfēr"), i Esdres el Sacerdot al Llibre d'Esdres, va ser un escriba (sofer) i sacerdot (kohen) jueu. En grec-llatí Esdres es diu "Esdras" (grec: Ἔσδρας). Segons la Bíblia hebrea, era descendent de Sraya, l'últim Summe sacerdot que va servir al temple de Salomó, i un parent proper de Josuè, el primer gran sacerdot del Segon Temple. Va tornar de l'exili babilònic i va reintroduir la Torà a Jerusalem. Segons el Primer llibre d'Esdres, una traducció grega del llibre d'Esdres encara en ús a l'Església ortodoxa oriental, també era un gran sacerdot. La tradició rabínica sosté que era un membre ordinari del sacerdoci.
Sobre el seu lloc d'enterrament s'han desenvolupat diverses tradicions. Una tradició diu que és enterrat a al-Uzayr prop de Bàssora (Iraq), mentre que una altra tradició al·lega que és enterrat a Tadif prop d'Alep, al nord de Síria.
Segons Flavi Josep, Esdres va morir i va ser enterrat « d'una manera magnífica a Jerusalem ».
El seu nom pot ser una abreviatura de עזריהו Azaryahu, "Jah ajuda". A la Septuaginta grega el nom es tradueix Ésdrās (Ἔσδρας), d'on prové el nom llatí Esdras.
El Llibre d'Esdres descriu com va dirigir un grup d'exiliats de Judea que vivien a Babilònia a la seva ciutat natal de Jerusalem on es diu que va obligar a respectar la Torà. Es va descriure com exhortant el poble israelita a assegurar-se de seguir la Llei de la Torà per no casar-se amb persones de religions diferents, un conjunt de manaments descrits al Pentateuc.
Esdres, conegut com "Esdra l'escriba" en la literatura chazàlica, és una figura molt respectada en el judaisme.
Se li atribueixen els llibres anomenats Llibre d'Esdres (comprenent el Llibre de Nehemies) i els llibres Primer de les Cròniques i Segon de les Cròniques, i els apòcrifs Apocalipsi d'Esdres.

## Vida
Fill o nebot de Seraiah, era descendent directe de Finees, net d'Aaron. El que se'n coneix ho explica ell mateix al Llibre de Nehemies.
El rei Artaxerxes li va dir que anés a Jerusalem amb els jueus que hi volguessin tornar i que hi restauressin el temple i hi fessin sacrificis. La missió havia de veure l'estat espiritual del poble jueu. Esdres també tindria autoritat per a nomenar magistrats i jutges que dirigissin el poble jueu més enllà de l'Eufrates. En arribar a Jerusalem, Esdres va trobar que el poble vivia en pecat i havia oblidat la llei mosaica, havent adoptat ritus i cultes pagans. Esdres predicà i el poble es penedí i tornà a la fe jueva.
Va ser considerat un segon Moisès, digne de rebre la Torà. Va introduir l'escriptura quadrada hebraica en la redacció de la Torà. També creà l'Assemblea dels Savis, que dirigia, i la pràctica de la lectura de la Torà tres dies la setmana: els dilluns, dijous i dissabtes, a la tarda.
L'Església catòlica dedica el dia 13 de juliol a Sant Esdres.

## A la Bíblia hebrea
El Llibre canònic d'Esdres i el Llibre de Nehemies són les fonts més antigues de l'activitat d'Esdres, mentre que molts dels altres llibres atribuïts a Esdres (Primer Esdres, 3–6 Esdres) són obres literàries posteriors que depenen dels llibres canònics d'Esdres i Nehemies.
El llibre d'Esdres-Nehemies sempre es va escriure com un sol rotlle. A les bíblies cristianes tardomedievals, l'únic llibre es va dividir en dos, com Primer i Segon Esdres; i aquesta divisió es va convertir en pràctica jueva a les primeres bíblies hebrees impreses. Les bíblies hebrees modernes anomenen els dos llibres Esdres i Nehemies, igual que altres traduccions bíbliques modernes. Algunes parts del Llibre d'Esdres (Esd 4:8 a Esd 6:18 i Esd 7:12-26) van ser escrites en arameu, i la majoria en hebreu, el mateix Esdres era expert en ambdues llengües.
Esdres vivia a Babilònia quan l'any setè d'Artaxerxes I, l'emperador aquemènida (vers el 457 aC), l'emperador el va enviar a Jerusalem per ensenyar les lleis de Déu a qualsevol que no les conegués. Esdres va portar un gran grup d'exiliats de tornada a Jerusalem, on va descobrir que homes jueus s'havien casat amb dones no jueves. Es va esquinçar els vestits amb la desesperació i va confessar els pecats d'Israel davant Déu, després va desafiar l'oposició d'alguns dels seus propis compatriotes per purificar la comunitat obligant a la dissolució dels matrimonis pecaminosos. Uns anys més tard, Artaxerxes va enviar Nehemies (un noble jueu al seu servei personal) a Jerusalem com a governador amb la tasca de reconstruir les muralles de la ciutat. Un cop completada aquesta tasca, Nehemies va fer que Esdras llegís la Torà als israelites reunits, i el poble i els sacerdots van fer un pacte per guardar la llei i separar-se de tots els altres pobles.

## A la literatura posterior del període del Segon Temple

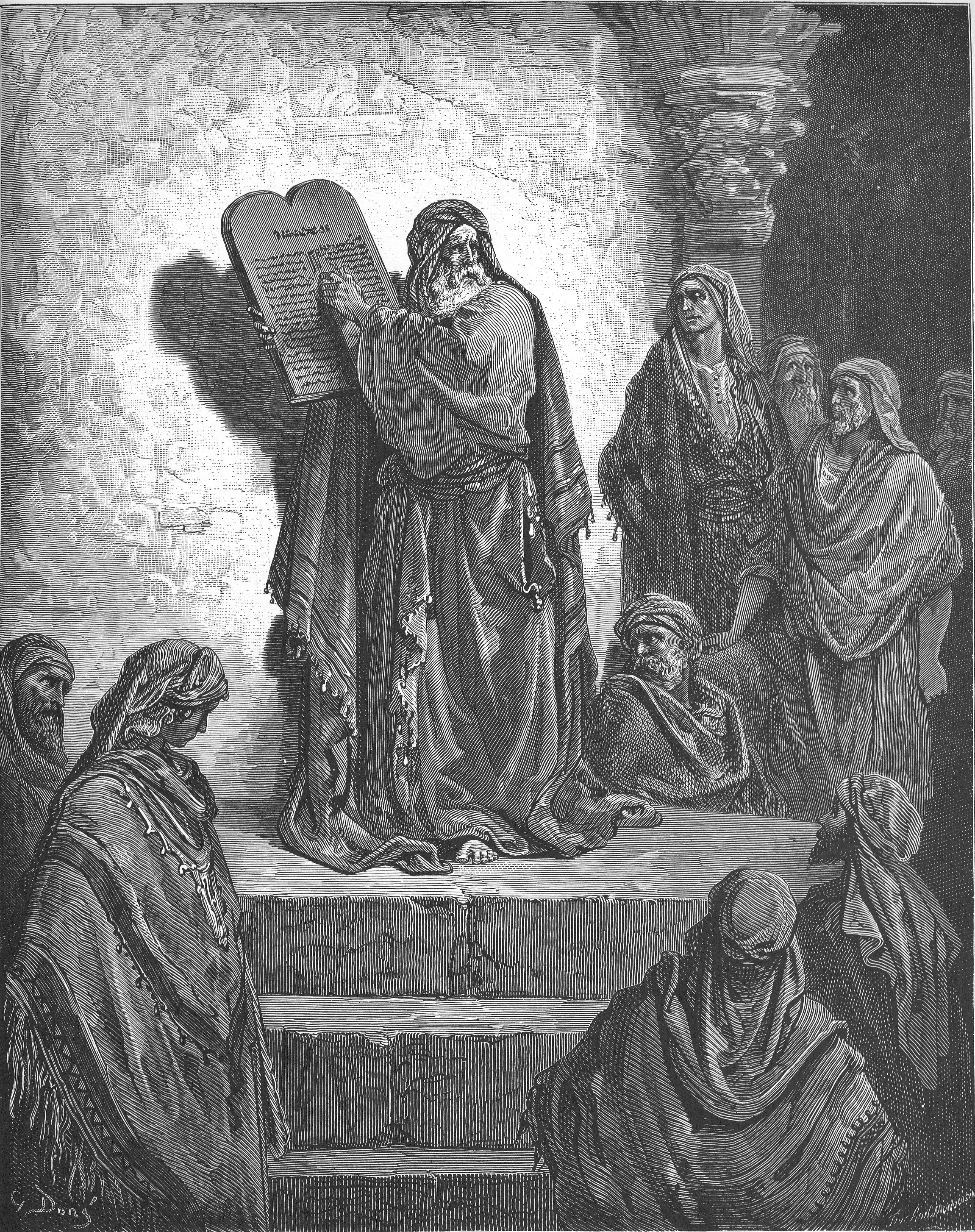
Esdres llegeix la Llei al poble, una de les il·lustracions de Gustave Doré per La Grande Bible de Tours

### Primer llibre d'Esdres
El Primer llibre d'Esdres, probablement de finals del segle II/inicis del segle I aC, conserva un text grec d'Esdres i una part de Nehemies clarament diferent del d'Esdres-Nehemies; en particular, elimina Nehemies de la història i dona algunes de les seves obres a Esdres, així com explicar esdeveniments en un ordre diferent. Els estudiosos estan dividits sobre si es basa en Esdres-Nehemies, o si reflecteix una etapa literària anterior a la combinació dels relats d'Esdres i Nehemies.

### Flavi Josep
L'historiador jueu del segle i Flavi Josep tracta d'Esdres a les seves Antiguitats dels jueus. Utilitza el nom de Xerxes per a Artaxerxes I reservant el nom d'Artaxerxes per al posterior Artaxerxes II a qui identifica com l'Assuer d'Ester, situant així Esdres abans dels esdeveniments del llibre d'Ester. El relat de Josep sobre els fets d'Esdres deriva completament del Primer llibre d'Esdres, que cita com el "Llibre d'Esdres" en la seva numeració de la Bíblia hebrea. Al contrari, Josep no sembla reconèixer Esdres-Nehemies com un llibre bíblic, no n'hi cita i es basa completament en altres tradicions en el seu relat dels fets de Nehemies.

### Les tradicions apocalíptiques d'Esdres
L'apocalíptic quart llibre d'Esdras (també de vegades anomenat 'segon llibre d'Esdres' o 'tercer llibre d'Esdres') va ser escrit c. CE 100, probablement en judeoarameu, però ara sobreviu en llatí, eslavó i etíop. En aquest llibre, Esdres té una revelació profètica de set parts, conversa amb un àngel de Déu tres vegades i té quatre visions. Esdres, trenta anys després de l'exili babilònic (4 Esdres 3:1 / 2 Esdres 1:1), relata el setge de Jerusalem i la destrucció del temple de Salomó. Els temes teològics centrals són "la qüestió de la teodicea, la justícia de Déu davant el triomf dels pagans sobre els piadosos, el curs de la història mundial en termes de l'ensenyament dels quatre regnes, la funció de la llei, el judici escatològic, l'aparició a la Terra de la Jerusalem celestial, l'Era messiànica, al final de la qual el Messies morirà, la fi d'aquest món i l'arribada del següent, i el Judici Final." Esdres restaura la llei que va ser destruïda amb l'incendi del Temple de Jerusalem. Dicta 24 llibres per al públic (és a dir, la Bíblia hebrea) i altres 70 només per als savis (70 obres revelatòries sense nom). Al final, és portat al cel com Enoc i Elies. Esdras és vist com un nou Moisès en aquest llibre.
També hi ha una altra obra, que es creu influenciada per aquesta, coneguda com l'Apocalipsi grega d'Esdres.

## A la literatura rabínica

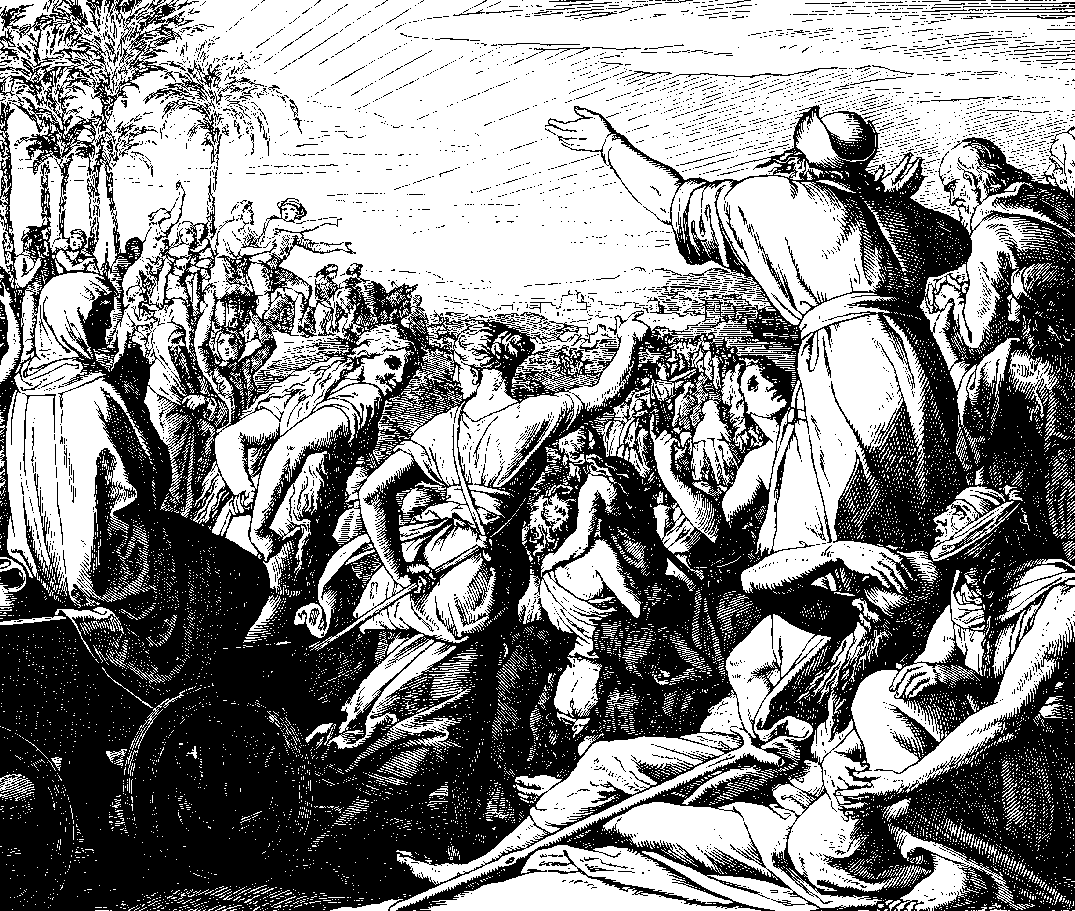
El retorn de l'exili està representat en aquesta xilografia de Die Bibel in Bildern, 1860, de Julius Schnorr von Carolsfeld.

Tradicionalment, el judaisme atribueix a Esdras l'establiment de la Gran Assemblea d'erudits i profetes, el precursor del Sanedrí, com a autoritat en matèria de dret religiós. A la Gran Assemblea se li atribueix l'establiment de nombroses característiques del judaisme tradicional contemporani en alguna cosa semblant a la seva forma actual, com ara la lectura de la Torà, l'Amidà i la celebració de la festa de Purim.
En les tradicions rabíniques, Esdres es coneix metafòricament com les "flors que apareixen a la terra" que significa la primavera en la història nacional del judaisme. Deixeble de Baruc ben Neriah, va afavorir l'estudi de la Llei per sobre de la reconstrucció del Temple i, per tant, a causa dels seus estudis, no es va unir al primer partit que va tornar a Jerusalem durant el regnat de Cir. Segons una altra opinió, no es va unir al primer partit per no competir, ni tan sols de manera involuntària, amb Jeshua ben Jozadak pel càrrec de gran sacerdot.
Segons la tradició jueva, Esdres va ser l'escriptor dels Llibres de Cròniques, i és el mateix profeta conegut també com Malàquies. Hi ha una lleugera controvèrsia dins de les fonts rabíniques sobre si Esdras havia servit o no com a Summe Sacerdot d'Israel.
Segons el Talmud babilònic, es diu que Esdres, l'escriba, va promulgar deu lleis i ordres permanents, que són les següents:
1. Que el poble es reuneixi per llegir el sefer Torà de Shabat durant el temps de l'oblació de la tarda (Mincha), a causa d'aquells comerciants ambulants que s'estenen a les botigues tancades a les cantonades dels carrers, i que potser s'han perdut les leccions bíbliques que es van fer llegir entre setmana[36]
2. Que els jutjats s'obrin a tots els municipis jueus els dilluns i els dijous
3. Que les dones no esperessin més enllà del dijous per rentar la roba, per l'honor degut al dissabte
4. Que els homes s'acostumarien a menjar alls [cuits] la vigília del dissabte (es creu que augmenta l'amor entre un home i la seva dona)
5. Que les dones s'aixequessin d'hora els divendres al matí per coure pa, de manera que un tros de pa estigués disponible per als pobres.
6. Que les dones jueves a tot arreu es ceguin amb un cinturó ample (cintura), ja sigui per davant o per darrere, per modèstia.
7. Que les dones jueves, durant la seva menstruació, es rentin i pentinen els cabells tres dies abans de la seva purificació en un bany ritual.
8. Que els comerciants ambulants facin rondes regulars als municipis jueus a causa de l'honor degut a les filles d'Israel
9. Que les dones i/o les nenes jueves, com a mesura de precaució, estiguin acostumades a conversar entre elles mentre un dels seus grups surt a fer les seves necessitats a la dependència.
10. Que els homes que puguin haver patit una emissió seminal (especialment després d'acompanyar amb les seves dones) han de submergir-se en un micvé abans que se'ls permeti llegir el rotllo de la Llei.

Al poble sirià de Tedef, una sinagoga que es diu que era el lloc on Esdres va fer parada ha estat venerada pels jueus durant segles. Una altra tradició localitza la seva tomba prop de Bàssora, Iraq.

## En les tradicions cristianes
Els primers escriptors cristians citaven ocasionalment a Esdras com a autor dels llibres apocalíptics que se li atribueixen. Climent d'Alexandria a la seva Stromata es va referir a Esdras com a exemple d'inspiració profètica, citant una secció de 2 Esdres. On els primers escriptors cristians es refereixen al "Llibre d'Esdrrs", sempre es cita el text de 1 Esdres. Cap escriptor cristià primerenc cita el Llibre d'Esdres com un registre dels fets d'Esdres.

## A l'Islam
A l'Islam, se'l coneix com Uzair (en àrab: عزير, romanitzat: ʿUzayr). És esmentat a l'Alcorà. Encara que no va ser esmentat com un dels profetes en l'islam, alguns erudits musulmans el consideren un d'ells, basat en les tradicions islàmiques. La seva tomba a Al-ʻUzer a la vora del Tigris prop de Bàssora, Iraq, és un lloc de pelegrinatge per als àrabs dels pantàs locals. Molts estudiosos islàmics i acadèmics occidentals moderns no veuen a Uzer com "Ezra"; per exemple, el professor Gordon Darnell Newby associa Uzer amb Enoc i Metatron.

## Opinió acadèmica

### Cronologia
Els estudiosos estan dividits sobre la seqüència cronològica de les activitats d'Esdres i Nehemies. Esdres va arribar a Jerusalem "l'any setè del rei Artaxerxes". El text no especifica si el rei del passatge es refereix a Artaxerxes I (465–424 aC) o a Artaxerxes II (404–359 aC) La majoria dels estudiosos sostenen que Esdres va viure durant el govern d'Artaxerxes I, encara que alguns tenen dificultats amb aquesta suposició: Nehemies i Esdres "sembla que no es coneixen; les seves missions no es superposen", però, a Ne 12, tots dos dirigeixen processons a la muralla com a part de la cerimònia de dedicació. Per tant, clarament eren contemporanis que treballaven junts a Jerusalem en el moment en què es van reconstruir la muralla i la ciutat de Jerusalem, en contrast amb el punt de vista anteriorment afirmat.;." Aquestes dificultats han portat a molts estudiosos a suposar que Esdres va arribar al setè any del govern d'Artaxerxes II, és a dir, uns 50 anys després de Nehemies. Aquesta suposició implicaria que el relat bíblic no és cronològic. L'últim grup d'estudiosos considera "el setè any" com un error de l'escriba i sosté que els dos homes eren contemporanis.

### Historicitat
Mary Joan Winn Leith a The Oxford History of the Biblical World creu que Esdres va ser una figura històrica la vida de la qual es va millorar a les escriptures i es va donar una acumulació teològica. Gosta W. Ahlstrom argumenta que les inconsistències de la tradició bíblica són insuficients per dir que Esdres, amb la seva posició central com a "pare del judaisme" en la tradició jueva, ha estat una invenció literària posterior Els qui argumenten en contra de la historicitat d'Esdres argumenten que l'estil de presentació d'Esdres com a líder i legislador s'assembla al de Moisès. També hi ha similituds entre Esdres, el sacerdot escriba (però no el gran sacerdot) i Nehemies, el governador secular, d'una banda, i Josuè i Zorobabel d'altra banda. L'autor jueu de principis del segle II aC Ben Sira lloa Nehemies, però no fa menció d'Esdres.
Richard Friedman argumenta al seu llibre Qui va escriure la Bíblia? que Esdres és qui va redactar la Torà i, de fet, va produir efectivament el primer Torà. S'ha argumentat que fins i tot si no s'accepta la hipòtesi documental, Esdres va ser fonamental en l'inici del procés de reunir la Torà.
Un aspecte particular de la història d'Esdres considerat històricament dubtós és el relat d'Esdras 7 de la seva comissió. Segons ell, Esdres va rebre un estatus veritablement exaltat pel rei: sembla que va ser posat a càrrec de tota la meitat occidental de l'Imperi persa, una posició aparentment per sobre fins i tot del nivell dels sàtrapes (governadors regionals). Esdres va rebre grans hordes de tresors per portar amb ell a Jerusalem, així com una carta on sembla que el rei reconeixia la sobirania del Déu d'Israel. Tanmateix, les seves accions a la història no semblen ser les d'algú amb un poder governamental gairebé il·limitat, i la suposada carta d'un rei persa està escrita amb hebraismes i modisme jueu.

## Imatges

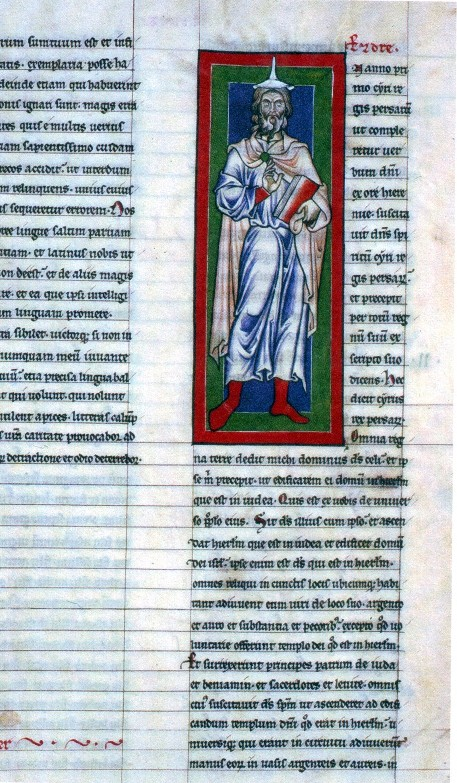
Esdres en un manuscrit de la Bíblia d'Ansberg, 1220
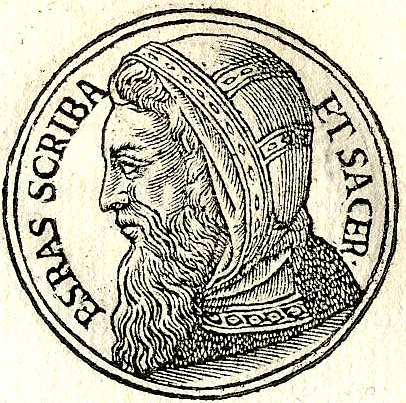
Retrat imaginari, 1553
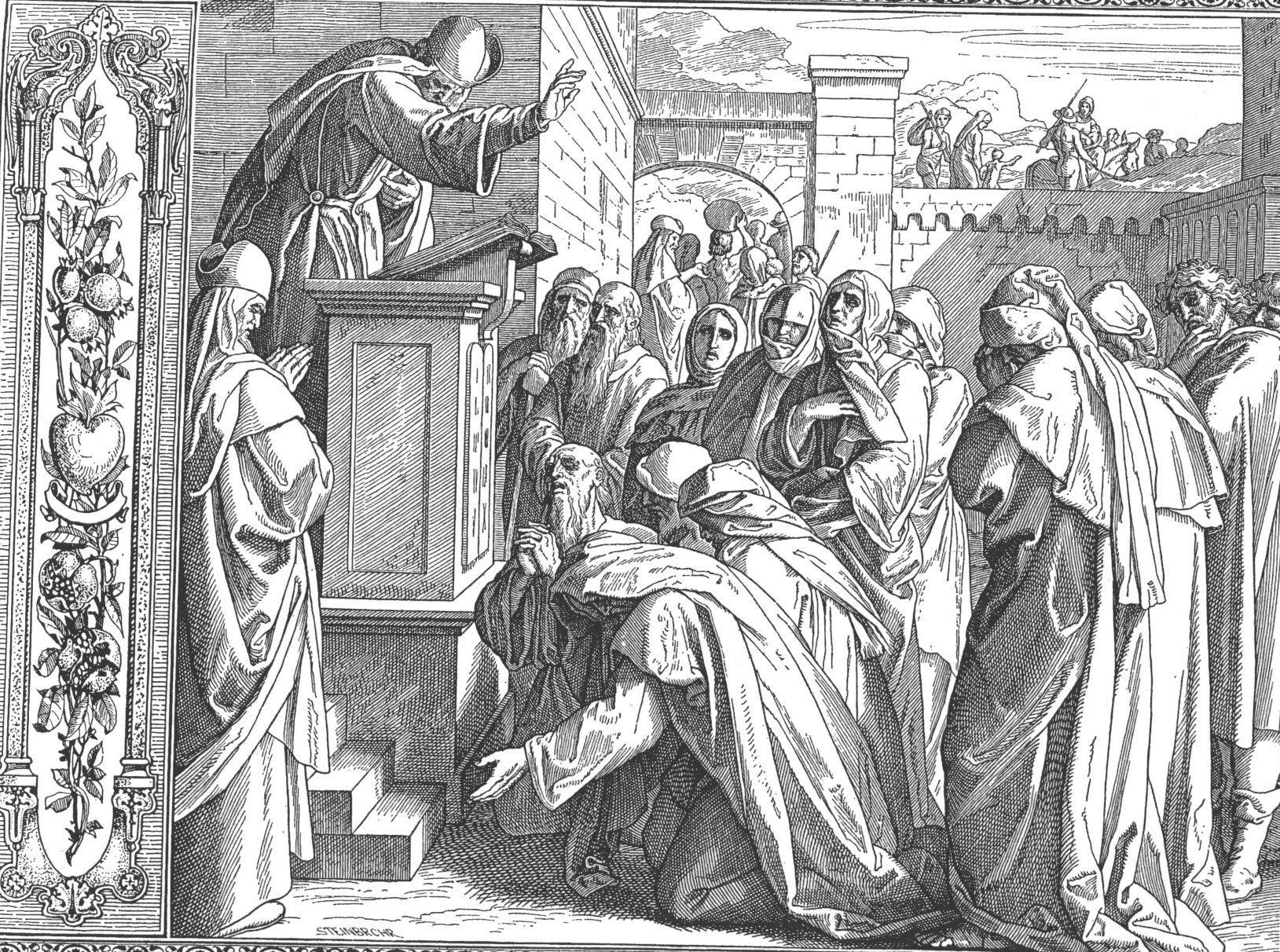
Esdres predicant a Jerusalem, per Julius Schnorr, s. XIX
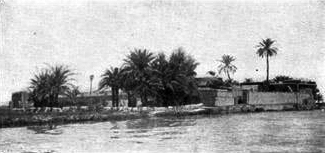
Tradicional tomba d'Esdres a l'oasi d'Al-Uzair